# Jacques Repussard
Jacques Repussard, né en janvier 1950, est directeur général de l'Institut de radioprotection et de sûreté nucléaire (IRSN) de mars 2003 à sa retraite en 2016.

## Biographie
Diplômé de l’École Polytechnique (promotion 1968) et de l’École nationale des ponts et chaussées (1973), il est également ingénieur des Instruments de mesure, par la suite intégré au Corps des mines.
Jacques Repussard commence sa carrière au ministère de l’Industrie de 1973 à  1985. Il a la chance d'y entrer comme ingénieur au service de la métrologie. Durant cette période, il prend une part active au développement de l'assurance qualité en France. Il joue un rôle important dans la rédaction de la résolution du 7 mai 1985 qui annonce l’Acte Unique Européen de 1986. Après avoir été directeur général adjoint de l’Association française de normalisation (AFNOR) de 1986 à 1991, il devient Secrétaire Général du Comité européen de Normalisation (CEN) à Bruxelles où il exerce un rôle majeur, d'une part, dans le développement de la Nouvelle approche et, d'autre part, dans l'élargissement de l'Union européenne. Par l’Accord de Vienne de juin 1991, dont il est le principal initiateur, l’ISO et le CEN se sont engagés à coopérer plus étroitement dans leurs politiques de normalisation internationale. Le CEN adoptera les standards ISO en tant que normes européennes et préfèrera, chaque fois que cela sera possible, l'adoption de ses nouvelles normes par la voie ISO - plutôt que par la sienne propre. Ainsi, beaucoup des nouveaux standards de la Nouvelle approche sont devenus non seulement les standards des pays membres de l'Union européenne, mais aussi ceux de la plupart des pays du monde. 
Cet accord s'est de fait appliqué à un nombre très importants de standards. Il est devenu une des sources majeures du monde global dans lequel nous vivons aujourd'hui.
En septembre 1997, Jacques Repussard est nommé directeur général adjoint de l’Institut national de l’Environnement industriel et des Risques (INERIS).
Après avoir dirigé de 2003 à 2016 l’Institut de Sûreté Nucléaire et de Radioprotection (IRSN) , dont il a consolidé l’indépendance et la capacité d’excellence scientifique et technique, Jacques Repussard est aujourd’hui consultant international dans le domaine nucléaire.
Depuis le 30 juin 2022, Jacques Repussard est élu à la présidence de l'Institut pour la Maîtrise des Risques.